# 皆殺し無頼
皆殺し無頼（みなごろしぶらい 原題:Johnny Yuma）は1966年のイタリア映画（マカロニウェスタン）。　日本公開は1967年10月27日。近年、日本国内向けDVDとブルーレイが発売されている。

## スタッフ
- 監督：ロモロ・グェッリエリ（イタリア語版）[1]
- 脚本：ロモロ・グェッリエリ、ジョヴァンニ・シモネッリ、フェルナンド・ディ・レオ[1]
- 撮影：マリオ・カプリオッティ[1]
- 音楽：ノラ・オルランディ（イタリア語版）[1]

## キャスト
- ジョニー・ユーマ：マーク・ダモン[1]
- カラディン：ローレンス・ドブキン（英語版）[1]
- サマンタ：ロザルバ・ネリ（イタリア語版）[1]
- ペドロ：ルイジ・ヴァンヌッキ（イタリア語版）[1]